# 森小太郎
森小太郎（日语：／ Mori Kotarō，1979年7月30日—），日本漫畫家、插畫家。男性。他以前使用的筆名是那飛鳥秀之。

## 作品列表

### 漫畫
- 真·無責任艦長泰勒外傳 LOVE&WAR（日语：宇宙一の無責任男#漫画）（原作：吉岡平）
- 迷途小惡魔
- 天元突破 紅蓮螺巖（原作：GAINAX，全10冊）
- 
- （企劃、原案：HobbyJAPAN（日语：ホビージャパン）×SANKYO（日语：三共 (パチンコ)））

### 插畫
- 真·無責任艦長泰勒外傳 LOVE&WAR（日语：宇宙一の無責任男）（著：吉岡平）

## 外部連結
- 森小太郎的X（前Twitter） （日語）
- 森小太郎 （日語）—Google+